# Helmut Zahn
Helmut Zahn (* 13. Juni 1916 in Erlangen; † 14. November 2004 in Aachen) war ein deutscher Chemiker und Professor für Textilchemie und Makromolekulare Chemie in Aachen. Er wurde durch die erste Synthese von Insulin (1963) bekannt.

## Leben und Werk
Helmut Zahn, Sohn von Irma Zahn, geborene Brand, und des Nervenarztes Hermann Zahn, besuchte ein Gymnasium in Baden-Baden und studierte an der Technischen Hochschule Karlsruhe Chemie. Dort wurde er 1939 Dipl.-Ing. und 1940 zum Dr.-Ing. promoviert. Sein Doktorvater war Egon Elöd. Von 1940 bis 1949 war er Privat- und (ab 1946) wissenschaftlicher Assistent am von Elöd geleiteten Institut für Textilchemie in Badenweiler. 1948 erfolgte die Habilitation an der Universität Heidelberg. Von 1949 bis 1957 war Zahn dort Assistent, Diätendozent und (ab 1953) außerplanmäßiger Professor unter Freudenberg. 1952 erfolgte Zahns Berufung zum ersten Direktor des neu gegründeten Deutschen Wollforschungsinstitut (DWI) an der RWTH Aachen, heute bekannt als DWI – Leibniz-Institut für Interaktive Materialien.
1957 wurde er außerordentlicher Professor und 1960 als ordentlicher Professor auf den neu gegründeten Lehrstuhl für Textilchemie an der TH bzw. RWTH Aachen berufen. Im Jahr 1981 wurde er emeritiert, führte die Geschäfte des DWI aber bis 1985 weiter. Sein Nachfolger wurde Hartwig Höcker.
Zahn war Autor von über 500 Publikationen. In seinem Institut wurden weit über 100 Promotionen angefertigt.
Er heiratete 1945 Roswitha Schmidt-Lorenzen. Aus dieser Ehe gingen die Söhne Thomas, Manuel und Leopold Zahn hervor. Ab 1961 war er mit Ingrid Zahn, geborene Fricke, verheiratet und hatte mit ihr die Kinder Alexandra und Roland Zahn.
In Aachen gehörte Zahn im Jahr 1968 zusammen mit vielen anderen Professoren der RWTH Aachen zu den Unterzeichnern des „Marburger Manifestes“, das eine akademische Front gegen die aufkommende Mitbestimmung an den Hochschulen bildete.
Zahn hatte zahlreiche Ehrendoktorwürden u. a. der Universitäten Barcelona (1979), Belfast (Naturwissenschaften, 1975), Bradford (1976), Düsseldorf (Medizin, 1975), Leeds (Naturwissenschaften, 1975) und Lüttich (1980). 1979 erhielt er das Österreichische Ehrenzeichen für Wissenschaft und Kunst, 1987 die Wilhelm-Exner-Medaille. 1982 wurde er als auswärtiges Mitglied in die damalige Akademie der Wissenschaften der UdSSR aufgenommen. 1969 wurde er auch für den Chemie-Nobelpreis nominiert.

## Weitere Auszeichnungen
- 1965: Ehrenmitgliedschaft der American Society of Biological Chemistrs
- 1966: Warner Memorial Award (England)
- 1966: Komturkreuz Ziviler Verdienstorden (Spanien)
- 1970: Ehrenmitgliedschaft der Society of Dyers and Colourists
- 1970: ordentliches Mitglied der Rheinisch-Westfälischen Akademie der Wissenschaften
- 1970: korrespondierendes Mitglied der Dänischen Akademie der Technischen Wissenschaften
- 1970: korrespondierendes Mitglied der Österreichischen Akademie der Wissenschaften
- 1970: korrespondierendes Mitglied der Real Acad. de Cienci as y Artes de Barcelona
- 1971: Otto-N.-Witt-Medaille von Verein der Textilchemiker und Coloristen
- 1971: Bundesverdienstkreuz I. Klasse
- 1972: Chevalier Orden Académiques (Frankreich)
- 1978: Richard-Kuhn-Medaille
- 1979 Paul-Langerhans-Medaille